# ヘルメス 90
ヘルメス 90
パリ航空ショー2009で展示されたヘルメス 90
- 用途：無人航空機
- 設計者：エルビット・システムズ
- 製造者：エルビット・システムズ
- 初飛行：2009年9月（ヘルメス 90として）

ヘルメス 90（英語:Hermes 90）は、イスラエルのエルビット・システムズ社（以下、「エルビット」と表記）によって開発された戦術無人航空機（UAV）である。初期にはスカイラークII-LE（スカイラークII 長時間滞空型）と呼ばれていたが、同社製のスカイラークIIとは機体構造が異なる。また、アメリカ市場向けにストーム（STORM）の名称でも呼ばれていた。

## 概要
エルビットが開発した偵察用の戦術UAVで、ヘルメス 90としては2009年9月に初飛行を行っている。
安全保障分野の公開情報分析（OSINT）を専門とするJanesによれば、本機のベースとなったのは、イスラエル・エアロスペース・インダストリーズ（IAI）社が1990年代中ごろに開発した「アイ・ビュー」小型UAVと、その後BAEシステムズがIAIから権利を購入して開発した「スカイリンクスI/II」小型UAVであるという。エルビットでは当初は「スカイラークII-LE」の名称を付けていたが、その後ヘルメスシリーズに編入し、2009年3月のオーストラリア国際航空ショーで「ヘルメス 90」として初公開したとされている。
エンジン配置はこのクラスのUAVでは典型的なプッシャー型だが、胴体上部からプロペラを避けて上後方にブームを伸ばし、先端に逆V字型の尾翼を取り付けるという、独特な機体形状をしている。
機体サイズは全幅5ｍで、最大離陸重量は115kg、最大ペイロードは25kgである。エンジンには、ディーゼル燃料やジェット燃料などの重質燃料にも対応可能なガソリンエンジン1基を搭載しており、行動半径は100km、航続時間は15時間となっている。滑走路からの離着陸だけではなく、カタパルトを用いた発進と、Y字型アームとケーブルを組み合わせた回収機材による回収も可能である。システム一式は2台のSUVとトレーラーに搭載して機動運用することができるほか、2008年の8・9月には、アメリカ海軍/海兵隊への売り込みの一環として、船上からの発進/回収テストも行われている。
標準的な搭載装備としては、エルビットの子会社が開発した「マイクロコンパス（MicroCoMPASS）」レーザー測距儀付き電子光学/赤外線（EO/IR）センサータレットを装備する。また、電子情報収集（ELINT）、通信情報収集（COMINT）、通信中継などの機器を搭載することも想定されている。
2024年11月時点で、本機はエルビットの製品一覧からは削除されている。

## 採用
エルビットは、ジェネラル・ダイナミクス社の傘下企業と協力してUASダイナミクス社という合弁企業を設立し、本機を「ストーム」の名称で売り込みを行った。アメリカ海軍/海兵隊のコンペティションにも参加したが、インシツ社のインテグレーターUAVに敗れている。

## 仕様

### 全般
- 乗員:無人[1]
- 全幅:5ｍ[1]
- 最大離陸重量:115kg[1]
- 発動機:ガソリンエンジン×1基[1]

### 性能
- 運用高度:4,572m[1]
- 行動半径:100km[1]
- 航続時間:15時間[1]
- ペイロード:25kg[1]